# Setúbal
Setúbal je grad od 99 328 stanovnika i istoimena općina u sredini Portugala od 120 117 stanovnika, u Regiji Lisabon, administrativni centar istoimenog okruga Setúbal. 
Setúbal je danas 5 grad po veličini u Portugalu, on je izrastao od kraja 19. st. - početka 20. st. kad se zbog blizine Lisabona i povoljne luke u njemu počela razmještati - teška (prljava) industrija.

## Zemljopisne karakteristike
Setúbal je udaljen pedesetak km jugoistočno od Lisabona, leži na istoimenom Poluotoku Setúbal u estuariju rijeka Sado i Marateca, koje kod Setúbala imaju veliki duboki zaljev, koji s druge strane (atlanske strane zatvara poluotok Tróia. Pored grada u pravcu zapada nalazi se Park prirode Arrábida (Parque Natural da Arrábida) jedan od najvećih šumskih perivoja u Portugalu. 

## Povijest

### Odneolitikadokršćanskerekonkviste
Setúbal se nalazi pored izvora slatke vode i mora, zato je od prapovijesti bio naseljen, pronađeni su brojni neolitski predmeti i nekropole pored grada, kao i artefakti Feničana, Grka i Kartažana, koji su doplovili do Iberije u potrazi za soli i kositrom.
Za vrijeme rimske vladavine najveće naselje u tom kraju, bio je Cetóbriga (danas dio Setubala) - prosperitetan grad u kom se solilo puno ribe, i proizvodila keramika.
Nakon propasti Rimskog Carstva, i provale barbara, uz stalno obalno piratstvo, taj kraj je postao loš za život, tako da između 6. st. i 12. st. u tom kraju nije bilo većeg naselja između kršćanske Palmele i maurskog Alcácer do Sal. Za maurske vladavine tadašnje selo zvalo se Šetubar (Arapski jezik: شَطُوبَر )

### Odkršćanskerekonkvistedo 16. st.
Za kršćanske rekonkviste Alcácer do Sal i njemu podložan Šetubar osvojili su kršćani 1217. Setúbal  je dobio povelju (foral) slobodnog kraljevskog grada, u ožujku 1249. Nakon tog je stao napredovati kao i susjedni gradovi Palmela i Alcácer do Sal.
U prvoj polovici 14. st. Setúbal je bio gradić s relativno malo zemlje, koji se morao boriti za svaku pedlju sa susjednim gradovima Palmela i Alcácer do Sal, njihove stalne sukobe okončao je kralj Afonso IV. 1343., koji ih je natjerao da se teritorijalno razgraniče, nakon tog je izgrađena mreža zidova, između dojučerašnjih neprijatelja.
Za vrijeme velikih zemljopisnih otkrića i portugalskih osvajanja po Africi Setúbal je doživio veliki napredak, iz njegove luke je 1458. otplovio kralj Afonso V. s vojskom u osvajanje Ksar es-Seghir u Maroku. Tijekom 15. st., u Setubalu su se razvile brojne aktivnosti vezane uz brodarstvo i pomorsku trgovinu, luka je imala visoke prinose na račun taksi.
Krajem 15. i početkom 16. st., izgrađen je najznačajniji spomenik u gradu - Convento de Jesus s crkvom, u manuelinskom stilu. Taj samostan koji je osnovao Justa Rodrigues Pereira, najvjerojatnije je ukrasio skulpturama i kiparskom dekoracijom poznati Diogo de Boitaca. Kralj João II. imao je posebnu empatiju prema Setúbalu, on je započeo izgradnju trga - Praça do Sapal (danas glavni gradski trg - Praça de Bocage) i izgradio akvadukt 1487., koji je doveo vodu do grada, njega je dogradio i produžio Manuel I. Kralj João III. dodijelio je Setúbalu titulu  izvrsnog grada (notável villa) - 1525., u to vrijeme grad je imao 4 kvarta (župa) uz postojeće São Julião i Santa Maria, nikla su i dva nova São Sebastião i Anunciada. Nakon što su 1580. Španjolci okupirali Portugal, kralj Filip II., dao je zadatak talijanskom vojnom inženjeru Filippo Terziju da podigne utvrdu São Filipe na brdu iznad grada.

### Od 17. st. do danas
17. stoljeće bilo je zlatno razdoblje  Setúbala tad je sol postala vrlo cijenjena roba, a Setubal je toga imao u izobilju, s druge strane uz pomoć drugih europskih država (prije svega Engleske) Portugal se ponovno osamostalio. Oko 1640. u Setubalu su dograđene zidine i izgrađene dvije nove utvrde, jedna na poluotoku Tróia a druga kod Palhaisa, one su trebale osigurati nezavisnost zemlje.
Ovaj prosperitet je prekinut nakon katastrofalnog potresa iz 1755., kod je i stradao i Setubal od tsunamija uzrokovanog potresom tad su naročito stradali kvartovi São Julião i Anunciada.
Oporavak Setúbala počeo je od 19. st., 1860. je došla je željeznica do grada, tad je počela izgradnja nasipa na rijeci, i otpočela s radom prva tvornica ribljih konzervi u gradu.U to vrijeme Setúbal je bio slavan po srdelama, narančama i svom muškatu. 
Pravi napredak Setúbala otpočeo je u 20. st. kad su izgrađene tvornice cementa, gnojiva, celuloze i papira, željezara i brodogradilište. Tad se i grad radikalno povećao.
Setúbal je postao administrativno sjedište istoimenog okruga 1926. a 1975. godine i sjedište biskupije.

## Rast stanovništva općine Setúbal
| Stanovništvo općine Setúbal od 1801. do 2004. | Stanovništvo općine Setúbal od 1801. do 2004. | Stanovništvo općine Setúbal od 1801. do 2004. | Stanovništvo općine Setúbal od 1801. do 2004. | Stanovništvo općine Setúbal od 1801. do 2004. | Stanovništvo općine Setúbal od 1801. do 2004. | Stanovništvo općine Setúbal od 1801. do 2004. | Stanovništvo općine Setúbal od 1801. do 2004. | Stanovništvo općine Setúbal od 1801. do 2004. |         |
| --------------------------------------------- | --------------------------------------------- | --------------------------------------------- | --------------------------------------------- | --------------------------------------------- | --------------------------------------------- | --------------------------------------------- | --------------------------------------------- | --------------------------------------------- | ------- |
| 1801.                                         | 1849.                                         | 1900.                                         | 1930.                                         | 1960.                                         | 1981.                                         | 1991.                                         | 2001.                                         | 2004.                                         | 2008.   |
| 15 442                                        | 15 060                                        | 35 990                                        | 50 456                                        | 56 344                                        | 98 366                                        | 103 634                                       | 113 934                                       | 120 117                                       | 124 555 |

## Gradovi prijatelji
Setúbal je ima ugovore o prijateljstvu sa sljedećim gradovima;
| - Portugal, Leiria od 1982. - Francuska, Beauvais od 1982. - Francuska, Pau od 1991. - Španjolska, Tordesillas od 1994. | - Brazil, Porto Seguro od 2000. - Mozambik, Quelimane od 2000. - Mađarska, Debrecen od 2000. - Maroko, Safi od 2001. |

I ugovore o suradnji sa;
- Zelenortska Republika, Tarrafal od 2002.
- Francuska, Bobigny od 2003.

## Vanjske poveznice
- Câmara Municipal de Setúbal (port.)
- Fotografije Setúbala, na portalu Flickr